# Wicket Wystri Warrick
Wicket Wystri Warrick, vagy Wicket W. Warrick a Csillagok háborúja elképzelt univerzumának egyik szereplője. Talán a legismertebb ewok.

## Leírása
Wicket Wystri Warrick az ewokok fajába tartozó férfi, cserkész és harcos, később pedig a Világos fa falu (Bright Tree Village) településfa vezére, aki az Endor bolygó erdőholdján született és él. Magassága 80 centiméter; alacsonyabb, mint az átlag ewokok. Testtömege 20 kilogramm. Testét barna szőrzet borítja; arcán és lekerekített fülein a szőr világosabb; azonban a szemei és az orra körül fekete mintázat látható. Szemszíne barnásfekete. Fején és vállain csuklyát visel.

## Élete
Wicket körülbelül 8 BBY-ban születhetett. Az édesapja Deej és az édesanyja Shodu Warrick. Neki két bátyja (Weechee, Willy) és egy húga (Winda) van. Dédnagyapja a nagy harcos, Erpham Warrick volt, akiről feltételezik, hogy Erő-érzékeny is volt. Wicket már fiatalkora óta kalandos életet élt; legjobb barátaival együtt, azaz Teebóval, Kneesaa a Jari Kintakával, a későbbi feleségével, valamint Latarával majdnem folytonosan harcoltak a falujuk megvédésében. Legfőbb ellenségeik Morag a tulgah boszorkány és a dulokok. A holdra érkezett phlogok, goraxok és sanyassanok is gyakran meg-megtámadták az ewokokat. A kis ewok az Erő-érzékeny sunstar ékkő megvédésekor szinte Palpatine császárt is megölte. Habár a legtöbbször anyanyelvén, azaz ewokul szólal meg, Cindel Towanitól legalábbis alapi szinten megtanulta a galaktikus közös nyelvet.

## Megjelenése a filmekben, könyvekben, videójátékokban
Ezt a kis méretű ewokot „A jedi visszatér” című filmben láthatjuk először, ahol rábukkan az elájult Leia hercegnőre. Ez a bátor és hűséges ewok még két TV filmnek is a főszereplője: „A bátrak karavánja” (The Ewok Adventure) és a „Harc az Endor bolygón” (Ewoks: The Battle for Endor) címűeknek. A Skywalker korában is megjelent fiával, Pommettel. Ezek mellett rajzfilmekben és képregényekben is láthatjuk, illetve olvashatunk róla és az ő kalandjairól.
A négy filmben Wicketet Warwick Davis angol színész alakítja. A sors erőiben Dee Bradley Baker kölcsönzi a hangját.

## Fordítás
- Ez a szócikk részben vagy egészben a Wicket Wystri Warrick című Wookieepedia-szócikk fordítása. Az eredeti cikk szerkesztőit annak laptörténete sorolja fel.